# Skräcködlan
Skräcködlan (originaltitel: The Beast from 20,000 Fathoms, ”Odjuret från 20 000 famnar”) är en amerikansk äventyrsfilm från 1953. En jättelik reptil från urtiden dyker upp från polarområdena, och stöter samman med människan. Filmen presenterades av Warner Bros, och producerades av Jack Dietz och Hal Chester. Regissör var Eugene Lourie, och karaktärsanimationen gjordes av Ray Harryhausen.

## Handling
Ett flygplansteam gör experiment med flygningar i polartrakterna. Under ett flygprov havererar ett plan och orsakar en explosion, som krossar istäcket. Under istäcket vaknar ett titaniskt kräldjur ur sin sömn. En Rhedosaurus, som frigjorts från sitt miljoner år gamla isfängelse, ger sig iväg ut i havet, och börjar konfrontera den mänskliga rasen.